# 馬小九
馬小九（1999年5月—2015年10月）為中華民國第12、13任總統馬英九所認養的雄性混種犬，正式登記名為「弟弟」。1999年，時任臺北市市長的馬英九於一場由臺北市政府及行政院農業委員會所合辦的流浪犬認養活動中，認養一隻混種流浪犬並取名馬小九。在經過健康檢查、驅蟲及認養程序後，馬英九之妻周美青將馬小九帶回其位於文山區之公寓同住。
馬小九被認養後成為動物保護公益活動的象徵，於台灣已經具有一定之知名度。惟2006年間，其主人以「首長特支費」支付牠的健檢及醫療費，因而引爆特別費案，更使其成為媒體焦點。2008年馬小九成為臺灣第一寵物，隨馬英九夫婦搬入總統官邸，後於2015年10月在官邸逝世，享年16歲。

## 生平簡介

### 市長認養流浪狗
1999年8月1日，中華民國行政院農委會主委彭作奎及台北市長馬英九於「真情相約、攜手防疫」全民動植物防疫宣導系列活動中，分別領養流浪狗幼犬彭小奎、馬小九。因台北市建設局動物檢查所擔心牠們患有幼犬體內寄生蟲病，便留置該所照顧觀察，8月10日晚間彭小奎因病重不幸身故。同日稍早台北市新聞處長金溥聰在市政會議中稱馬英九公務繁忙，其母秦厚修原本想代勞負責照料馬小九，但媒體向秦厚修電求證，秦厚修表示並無此事。8月13日，綠營議員質疑若市長未能親自照養即為「不良示範」。馬英九原訂於8月21日將3個月大的馬小九帶回家，但8月20日馬小九因發高燒併發支氣管炎，同時還有拉肚子、鉤蟲感染及排泄不正常等症狀而住進動物醫院，治療十多日方痊癒。9月2日，周美青特別請假，代替出訪日本的丈夫，駕車至動檢所接馬小九回家。

### 動物權象徵
馬小九被領養3個月後，臺北市議員陳淑華即將之作為流浪狗的代稱，用以質詢兒童被咬傷案件。2000年8月，譚艾珍與ASOS號召藝人為流浪狗請命，便以「不是只讓馬小九過好日子就解決了」為口號。
馬英九自領養馬小九後，也屢屢在動保活動中舉其為例，承諾推動政策改善流浪動物處境，甚或宣布延長流浪動物收容時間。2002年，馬小九與馬英九的生活照，更登上中華民國保護動物協會出版的《流浪動物之家》雜誌3月號封面。
2005年，馬英九出席雅虎10周年慶時，笑稱曾搜尋馬小九的名字得出200多筆資料，對馬小九的人氣有些忌妒。同年稍早，馬英九還吐露馬小九平日晚上睡在自己與周美青中間，且與周美青較為親近，有次他被馬小九咬，還被周美青喝斥「不准打他」。次年媒體又報導，馬家的年夜飯，馬小九也在桌邊圍爐。馬英九曾開玩笑地說：馬小九在家裡的地位比他還高，他太太喜歡馬小九，比喜歡他還多，並稱「英不如小，人不如狗，馬英九不如馬小九」。

### 爭議與再次露面
2006年11月中，傳聞馬英九從來沒有帶馬小九出門遛狗過，所以馬小九的長相幾乎沒人看過。馬英九也曾提及馬小九讓獸醫檢查過，而斷定患有輕微憂鬱症，據說是因為牠住在一般的公寓，活動空間小，不能隨意亂叫。11月22日，因馬小九久未露面且又牽扯進特別費案，民進黨立委發起「協尋馬小九」行動，同時也有人在無名小站部落格化身馬小九寫日記嘲諷馬英九。次日，綠營市議員候選人莊瑞雄等又前往馬英九居住的公寓樓下抗議，當場卻有鄰居透露曾見過馬小九。有記者採訪為馬小九看診的獸醫吳玉全，曝光了馬小九的本名「弟弟」。亦有記者採訪周美青在兆豐銀行的同事，該同事表明曾看過周分享的馬小九照片。
11月25日，周美青趁假日帶馬小九至動物醫院洗澡、體檢，睽違七年媒體終於再度捕捉到馬小九的身影。經獸醫檢查，馬小九體重9.5公斤，比7年前增加了7公斤。此時馬小九已7歲，以人類年齡來計算的話，已經超過50歲，算是一隻壯年狗了。儘管馬小九公開露面，仍有民眾投書質疑牠是不是市長當初領養那一隻狗。

### 第一寵物
2008年3月30日，準第一夫人周美青被媒體拍到親自出門採買狗飼料，頓時成為焦點。同年5月20日馬英九就任中華民國第12任總統，馬小九正式成為第一寵物，10月26日馬小九隨馬英九夫婦搬入中興寓所。2009年，馬英九於治國周記中舉馬小九為例呼籲應把寵物當成家人不要任意棄養，而周美青屢次被媒體捕捉到為馬小九採買衣服的畫面，又曾在兒福聯盟活動中對與會孩童說馬小九十分了解自己。
2010年10月2日周美青在中興寓所宴請世界展望會資助的學童，馬小九再度公開露面迎接小貴客，表現活潑、健康良好。同年12月馬英九出席興德國小50週年校慶時因該校曾有學生關心馬小九，便提及牠已經11歲，雖然年老但仍健康。
由於第一寵物馬小九備受寵愛的「好狗命」形象十分鮮明，2008至2010年間，臺灣爭取動物權的人士言必稱馬小九：愛犬人士宣傳其洗狗店每月開放一日供被認養的流浪狗免費洗澡、藝人陳嘉樺捐物資給貢寮流浪動物之家時，都提及馬小九，作家朱天心抗議捕獸夾氾濫、桃園動保人士抗議警察不擊破車窗救狗時，也都質問政府：「如果是馬小九遇到（這件事）呢？」台灣照顧生命協會發起「白玫瑰運動」質疑違反《動物保護法》宰狗進補者被輕判時，也懇求道：「馬英九總統，救救馬小九的同伴。」

### 晚年生活
2014年1月，馬英九邀請動物保護團體代表與學者討論動保議題，言談間自豪14歲的馬小九會用腳來開門、散步前自己啣狗繩交給主人，十分聰明。同年6月馬英九出訪中南美洲前，美國夏威夷州州長尼爾．艾伯康對媒體表示盼望自己的愛犬卡諾成為馬小九的「女友」，對此馬英九笑稱馬小九已經年老，感謝州長厚愛。半個月後，馬英九過境夏威夷，艾伯康真的帶卡諾接機，並贈送馬小九零食。
2015年4月，馬英九在其臉書上提到馬小九現已16歲，身體還算健朗。
2016年5月20日媒體報導馬小九已經於2015年10月逝世，並披露周美青曾因馬小九病重而取消出訪。2019年，周美青拍攝影片支持《病人自主權利法》，並在影片中提及馬小九去世前幾個月退化到無法站立，並得了口腔腫瘤難以進食，讓身為照顧者的她十分掙扎。

## 特支費案爭議
民主進步黨立法委員謝欣霓在2006年9月22日指出：馬英九是利用首長特支費來支付馬小九的健康檢查及醫療費用，金額達新臺幣79,700元。
馬英九回應說：主計處認為該項費用是用在推動認養流浪狗的公務活動上，故予以認可。馬英九並同時提出，他已經將認養後的馬小九該項費用以繳回市庫的方式而改成自付了。至於臺北市政府也召開記者會表示立委謝欣霓說法皆不符事實。   
由於立委質疑馬小九的存在，周美青特於2006年11月親自帶馬小九至景美動物醫院檢查，在媒體前公開露面，以排除外界的疑慮。
當年台灣高等法院檢察署查緝黑金行動中心接獲檢舉後分案，再移轉臺灣臺北地方法院檢察署，直到馬英九卸任總統後再重新分案偵辦，2017年3月20日偵結，因涉貪罪證不足且首長特別費已除罪化，不起訴馬英九。

## 影響
馬英九首開縣市長領養市立收容所流浪動物風氣後，至其總統卸任前，便有胡志強、潘孟安等縣市長效尤，而2021年也有動保團體曾在總統蔡英文領養退役工作犬時，對媒體表示領養馬小九這樣的流浪狗更具推廣動物保護的意義。
2025年7月，林智堅被揭發2020年新竹市長任內從市立收容所認養流浪狗棕棕為「市府犬」，拍攝公益廣告，卻鍊養於市府中庭，還在次年將棕棕退回收容所，許多臺灣網民便舉馬小九安度狗生為例譴責林智堅。

## 附註
1. ↑  投書民眾質疑馬小九3個月大時與7歲時嘴部的毛色不同，但狗在成長過程中本就常有毛色變化，臺灣即有數則新聞記述寵物犬長大毛色轉變的案例。[31][32]